# Purpuricenus nudicollis
Purpuricenus nudicollis är en skalbaggsart som beskrevs av Demelt 1968. Purpuricenus nudicollis ingår i släktet Purpuricenus och familjen långhorningar. Inga underarter finns listade i Catalogue of Life.